# Die Schauspielerin
Die Schauspielerin ist ein deutscher Spielfilm des DEFA-Studios für Spielfilme von Siegfried Kühn aus dem Jahr 1988 nach dem Roman Arrangement mit dem Tod von Hedda Zinner aus dem Jahr 1984.

## Handlung
Maria Rheine, Schauspielerin an einem Provinztheater, verliebt sich in ihren Kollegen Mark Löwenthal. Um ihm das zu zeigen, wirft sie ihm auf der Probenbühne vor, in einer gemeinsamen Liebesszene in dem Stück Amphitryon nur zu markieren und nicht mit dem Herz zu spielen. Bei der nächsten Szenenprobe kommen sich beide dadurch näher und werden ein Paar. Sie verbringen jetzt ihre Freizeit gemeinsam, gehen spazieren und baden. Während eines Spaziergangs Anfang April 1933 will sich Maria in einem jüdischen Schuhgeschäft, das wegen des Judenboykotts von einem SA-Mann bewacht wird, ein Paar Schuhe kaufen. Da Mark selbst Jude ist, möchte er diesen nicht provozieren und zieht Maria weg von dem Geschäft. In der Badeanstalt unterhalten sich beide über ihre Zukunft und Maria bittet ihn, mit ihr nach München zu gehen, wo sie ein neues Engagement antreten kann. Doch Mark, dem wegen seiner jüdischen Abstammung gekündigt wird, sieht eher in dem neu gegründeten Jüdischen Theater in Berlin seine Zukunft, so trennen sich nach einem Streit ihre Wege.
Im Theater in München freundet sich Maria mit ihrem Kollegen Mario Montegasso an, der ihr den dortigen Einstieg erleichtert. Die Telefongespräche zwischen Maria und Mark werden immer seltener. Mark beginnt in Berlin ein Verhältnis mit seiner älteren ebenfalls jüdischen Kollegin Judith Baumann, die ihr Kind ins Ausland in Sicherheit bringen konnte und sehr darunter leidet.
Maria hat in München Premiere als Johanna in der Jungfrau von Orleans und Mark sitzt im Zuschauerraum. Nach der Vorstellung, die ein sehr großer Erfolg für sie ist, lässt sich Mark nicht bei ihr sehen, sondern stellt nur einen Blumenstrauß mit einem Gruß in ihre Garderobe. Mario Montegasso fährt Maria noch mit seinem Auto zum Bahnhof, doch sie sehen nur noch den ausfahrenden Zug nach Berlin. Bei nächster Gelegenheit fährt Maria mit der Bahn nach Berlin, um eine Vorstellung im Jüdischen Theater zu besuchen. Hier erfährt sie, dass es nur Karten für Mitglieder des Jüdischen Kulturbundes gibt, schleicht sich aber in den Bühnenraum und beobachtet Mark bei einer Probe. Mark sieht sie, läuft ihr hinterher, sie treffen sich in einem Wald, währenddessen die Paragrafen 1 bis 5 der Nürnberger Gesetze auf der Leinwand zu lesen sind.
Mario Montegasso kommt in Marias Garderobe und sieht die sonst blonde Frau mit einer schwarzen Perücke vor dem Spiegel sitzen. Als Antwort auf seine Frage, was sie nun gerade probt, bittet sie ihn, ihr einen Pass auf den Namen Manja Löwenthal, geborene Weinstein zu besorgen. Während ihres Besuchs in Berlin hat sie erkannt, dass ein weiteres Leben ohne Mark für sie nicht möglich ist, deshalb will sie als Jüdin zu ihm ziehen. Damit nicht nach der bekannten Schauspielerin Maria Rheine gesucht wird, täuscht sie mit Hilfe Marios einen Selbstmord vor und fährt als Manja Löwenthal nach Berlin.
Doch in Berlin ist es nicht so einfach, wie es sich Maria vorstellt. Sie wohnt mit Mark in einer kleinen Wohnung und die einzige Erholung findet auf dem, mit Blumen geschmückten, Dach des Mietshauses statt. Auf die Straße traut sie sich auch nicht mehr, nachdem sie sich bei einem Spaziergang während der Olympischen Spiele 1936 von einem ehemaligen Kollegen erkannt worden zu sein glaubt. Auch im Haus gibt es Probleme, denn ihr Ruheplatz auf dem Dach wird aus rassistischen Gründen zerstört. Mark sieht nur die Flucht nach vorn als Hilfe, nimmt sie mit in das Theater und stellt sie dort als seine Frau vor. Im Theater lebt Maria auf, denn das ist ihre Welt. Sie verliert auch ihre Angst, dass sie jemand erkennen könnte, bewirbt sich als Schauspielerin und spricht auf der Bühne vor.

## Produktion
Das Szenarium stammte von Regine Kühn, die Dramaturgie lag in den Händen von Erika Richter und das Szenenbild wurde von Hans Poppe gestaltet. Im Film werden längere Ausschnitte aus den Theaterstücken Amphitryon, Maria Stuart, Die Jungfrau von Orleans und Die heilige Johanna gezeigt. Der Bluestitel Nobody knows you when you're down and out wird von Bessie Smith gesungen. 
Die Schauspielerin wurde von der Künstlerischen Arbeitsgruppe „Babelsberg“ auf ORWO-Color gedreht und hatte seine Uraufführung am 9. Juli 1988 auf dem 26. Internationalen Filmfestival in Karlovy Vary. Am 13. Oktober 1988 hatte der Film im Berliner Kino International seine festliche Premiere in der DDR und am 3. April 1990 wurde er im 2. Programm des Deutschen Fernsehfunks gezeigt. In der Bundesrepublik lief er zum ersten Mal als Eröffnungsfilm zur DDR-Filmwoche am 8. Dezember 1988 in Lübeck.

## Kritik
Für Helmut Ullrich von der Neuen Zeit ist es eine  unerhörte, eine schier unglaubliche Geschichte. Knapp, aber intensiv wird in nur wenigen Szenen der Zeithintergrund gezeichnet, ebenso sparsam ist auch das Bild der großen Liebe, die Maria und Mark verbindet. Nichts Sentimentales und Melodramatisches und keine psychologisierenden Motivierungen. Es ist ein beeindruckender Film, der in der antifaschistischen Tradition der DEFA eine neue Variante gefunden hat.
Margit Voss von der Berliner Zeitung meint, dass dieser Film für die jungen Leute gemacht wurde, die diese Zeit nicht miterlebt haben, die sich aber anstrengen müssen, sich ihn anzueignen. Er hat nicht den Sog der Verführung, der weichen Emotion, denn er ist spröde, in seinen Mitteln unerbittlich. Die gewählte Kunstebene, eine kühle, intellektuelle und bisweilen bis ins Groteske gesteigerte Erzählweise, will in allen ihren Eigenwilligkeiten akzeptiert, jedes Bild in seinem Sinn und Hintersinn erschlossen und übersetzt werden.
Für das Lexikon des internationalen Films ist dieser Film die Charakterstudie einer ungewöhnlichen Frau, die überzeugend gespielt wird, im Erzählstil aber eher distanziert und gleichnishaft ist.

## Auszeichnungen
- 1988: Die Schauspielerin erhielt das staatliche Prädikat „Wertvoll“
- 1988: 26. Internationales Filmfestival Karlovy Vary: Beste weibliche Hauptrolle  an Corinna Harfouch
- 1989: Kunstpreis des FDGB an das Kollektiv: Siegfried Kühn, Regine Kühn, Erika Richter, Peter Ziesche, Hans Poppe, Corinna Harfouch und André Hennicke
- 1989: Kritikerpreis der Sektion Theorie und Kritik des Verbandes der Film- und Fernsehschaffenden der DDR: Beste weibliche Darstellerin an Corinna Harfouch
- 1989: Kritikerpreis der Sektion Theorie und Kritik des Verbandes der Film- und Fernsehschaffenden der DDR Die große Klappe
- 1990: 6. Nationale Spielfilmfestival der DDR: Preis für Kamera an Peter Ziesche
- 1990: 6. Nationale Spielfilmfestival der DDR: Preis für Szenenbild (zusammen mit Jadup und Boel) an Hans Poppe